# 贺若谊
贺若谊（520年—596年），字道机，河南郡洛阳县人（今河南省洛阳市东），西魏、北周、隋朝官员。

## 生平
贺若谊为贺若统第三子，性格刚烈果断，有才干谋略。在魏朝时以功臣之子赐爵容城县男。累迁直閤将军、大都督、通直散骑常侍、尚食典御。宇文泰占据关中，贺若谊为属下，被派往出使杏城的茹茹散乱部落，劝其归顺，降者万余口，马三万余匹，大大增强了宇文泰的力量。宇文泰对他刮目相看，赏赐金银百两。
东魏派遣舍人杨畅结好于茹茹，宇文泰担忧茹茹与东魏合力对付西魏，成为边境之患，于是再度派遣贺若谊出使茹茹王庭，以厚利许诺，茹茹于是与西魏连和，将东魏使者杨畅等人交给贺若谊处理，贺若谊的联盟外交成功，得到宇文泰的赞赏，任命他为车骑大将军、仪同三司、略阳公府长史。
周孝闵帝受禅称帝，贺若谊除司射大夫，封霸城县开国子，转左宫伯，寻加开府。后历灵邵二州刺史，原信二州总管，俱有能名。保定五年(565年)十月，贺若谊之兄金州总管贺若敦因口出怨言，为晋王宇文护所不容，被逼令自杀。贺若谊受到牵连，被免职。
周武帝亲政后，贺若谊被任为熊州刺史。577年平齐之役中，贺若谊率兵出函谷关，首先占领洛阳，即拜洛州刺史，进封建威县侯。北齐范阳王高绍义逃往突厥，贺若谊领兵追赶，在马邑擒拿高绍义，以功进位大将军。
大象二年，隋国公杨坚为大丞相，贺若谊任亳州总管，参与消灭了司马消难和尉迟迥的叛乱，在平定申州刺史李慧的反叛后，进爵为范阳郡公。
杨坚称帝后，贺若谊授上大将军。开皇二年（582年）除右武候大将军，河间王杨弘北征突厥，贺若谊为副元帅。军还，转左武候大将军。坐事免。岁余，拜华州刺史，俄转敷州刺史，改封海陵郡公，复转泾州刺史。时突厥屡为边患，朝廷以贺若谊素有威名，十二年（592年），除灵州总管、灵州刺史，进位柱国。贺若谊时已73岁，但他筋力不衰，犹能穿着重铠上马，突厥对他极为忌惮。数年后，贺若谊以年老上表乞骸骨，隋文帝下诏允许他回京养老。开皇十六年（596年）春二月在家中去世，年七十七，谥曰威公。
贺若谊家中富裕，他在京城郊外建了一座别庐，广种果树，每次宴请客人都在那里陈列女乐，游玩其间。

## 住宅
贺若谊的住宅位于长安金城坊西南角，义宁元年，李渊率军入关，李世民在该地驻扎军队，武德元年，该地改为会昌寺。

## 家庭

### 祖父
- 贺若伏连，北魏云州刺史、安富公

### 父亲
- 贺若统，西魏右卫将军、散骑常侍

### 兄弟
- 贺若敦，北周骠骑大将军、开府仪同三司、中州刺史、武都烈公
- 贺若嵩，隋朝上仪同、车骑将军

### 子女
- 贺若协，庶长子，骠骑将军
- 贺若举， 嗣子，隋朝隆州刺史、海陵郡公
- 贺若祥，庶子，奉车都尉
- 贺若与，庶子，车骑将军
- 贺若突厥，虚龄十二岁嫁给越王宇文盛，拜越王妃。开皇九年改嫁赵国公独孤罗，封赵国夫人，隋炀帝时期改封为蜀国公太夫人[2]

## 延伸阅读
[在维基数据编辑]
 《隋書·卷39》，出自魏徵《隋书》